# Émetteur du mont Rond
L'émetteur du mont Rond, installé sur le Petit Montrond, un sommet du massif du Jura situé dans l'Ain, est un site d'émission pour la télévision, la radio FM, la téléphonie mobile et le WiMAX (via IFW). Il couvre une large zone allant de la Bourgogne-Franche-Comté à la Suisse romande où il sert de relais pour les chaînes de télévision et de radio françaises.
Installé en 1961 à 1532 mètres d'altitude, il est haut de 70 mètres. Situé sur la commune de Mijoux, le site est desservi par la route en été et par la télécabine Montrond de la station de sports d'hiver Monts Jura en hiver.

## Télévision

### Diffusion numérique
La région a été privée des chaînes HD1, L'Équipe 21, 6ter, Numéro 23, RMC Découverte et Chérie 25 jusqu'au passage à la norme MPEG-4 le 5 avril 2016. Bien que situé dans l'Ain et couvrant notamment ce département ainsi que la Haute-Savoie, l'émetteur du mont Rond diffuse aussi sur la Bourgogne-Franche-Comté, ce qui fait que les 6 chaînes HD ont commencé à émettre depuis l'émetteur du mont Rond dès le 10 juin 2014, lors de la phase 9,.
| Multiplex | LCN              | Chaînes                                                           | Canal | Puissance (PAR) | Diffuseur |
| --------- | ---------------- | ----------------------------------------------------------------- | ----- | --------------- | --------- |
| R1        | 2 3 14 27 33     | France 2 France 3 Rhône-Alpes France 4 France Info France 3 Alpes | 45H   | 63 kW           | TDF       |
| R2        | 8 15 16 17 18    | C8 BFM TV CNews CStar Gulli                                       | 21H   | 63 kW           | TDF       |
| R3        | 4 26 41 42 43 45 | Canal+ LCI Paris Première Canal+ Sport Canal+ Cinéma(s) Planète+  | 27H   | 63 kW           | TDF       |
| R4        | 5 6 7 9 22       | France 5 M6 Arte W9 6ter                                          | 28H   | 63 kW           | TDF       |
| R6        | 1 10 11 12 13    | TF1 TMC TFX NRJ 12 LCP                                            | 24H   | 63 kW           | TDF       |
| R7        | 20 21 23 24 25   | TF1 Séries Films L'Équipe RMC Story RMC Découverte Chérie 25      | 39H   | 63 kW           | TDF       |

### Diffusion analogique (historique)
Les chaînes analogiques terrestres ont cessé leur diffusion le 15 juin 2011. Canal+ avait déjà arrêté ses émissions en analogique le 22 septembre 2010.
| Chaîne               | Puissance (PAR) | Canal | Gamme d'ondes | Polarisation |
| -------------------- | --------------- | ----- | ------------- | ------------ |
| TF1                  | 400 kW          | 27    | UHF           | Horizontale  |
| France 2             | 400 kW          | 21    | UHF           | Horizontale  |
| France 3 Rhône-Alpes | 400 kW          | 24    | UHF           | Horizontale  |
| Canal+               | 30 kW           | 5     | VHF           | Verticale    |

Les chaînes France 5 / Arte et M6 étaient émises par des émetteurs locaux en Bourgogne-Franche-Comté ainsi que dans l'Ain et Haute-Savoie. L'émetteur de Vesancy se chargeait de diffuser ces 2 chaînes ainsi que TV8 Mont-Blanc et France 3 Alpes à destination de la Suisse romande. Il diffuse aujourd'hui uniquement 8 Mont-Blanc (ex-TV8 Mont-Blanc) via un simplex R15.

## Radio FM
L'émetteur du mont Rond émet en FM les radios publiques sur quasiment la même zone que pour la télévision, dont la région genevoise.
| Fréquence | Radio                      | Puissance | RDS (PS) |
| --------- | -------------------------- | --------- | -------- |
| 89.6      | France Musique             | 25 kW     | MUSIQUE_ |
| 94.4      | France Inter               | 25 kW     | __INTER_ |
| 96.7      | France Culture             | 25 kW     | _CULTURE |
| 101.1     | France Info                | 9 kW      | __INFO__ |
| 106.1     | France Bleu Pays de Savoie | 20 kW     | BLEU.SAV |

## Téléphonie mobile
L'émetteur diffuse les réseaux de téléphonie mobile suivants :
| Opérateur        | 2G  | 3G  | 4G  | FH  | Relais                                 |
| ---------------- | --- | --- | --- | --- | -------------------------------------- |
| SFR              | Oui | Oui | Non | Oui | Sur la tour hertzienne                 |
| Free             | Non | Oui | Oui | Oui | Sur un pylône autostable               |
| Bouygues Telecom | Non | Non | Non | Oui | Sur la tour hertzienne                 |
| Orange           | Non | Non | Non | Oui | Sur un bâtiment à proximité de la tour |

## Autres réseaux
L'opérateur WiMAX IFW émet une BLR de 3 GHz depuis un pylône autostable à proximité de la tour hertzienne. TDF utilise un faisceau hertzien pour recevoir des données.

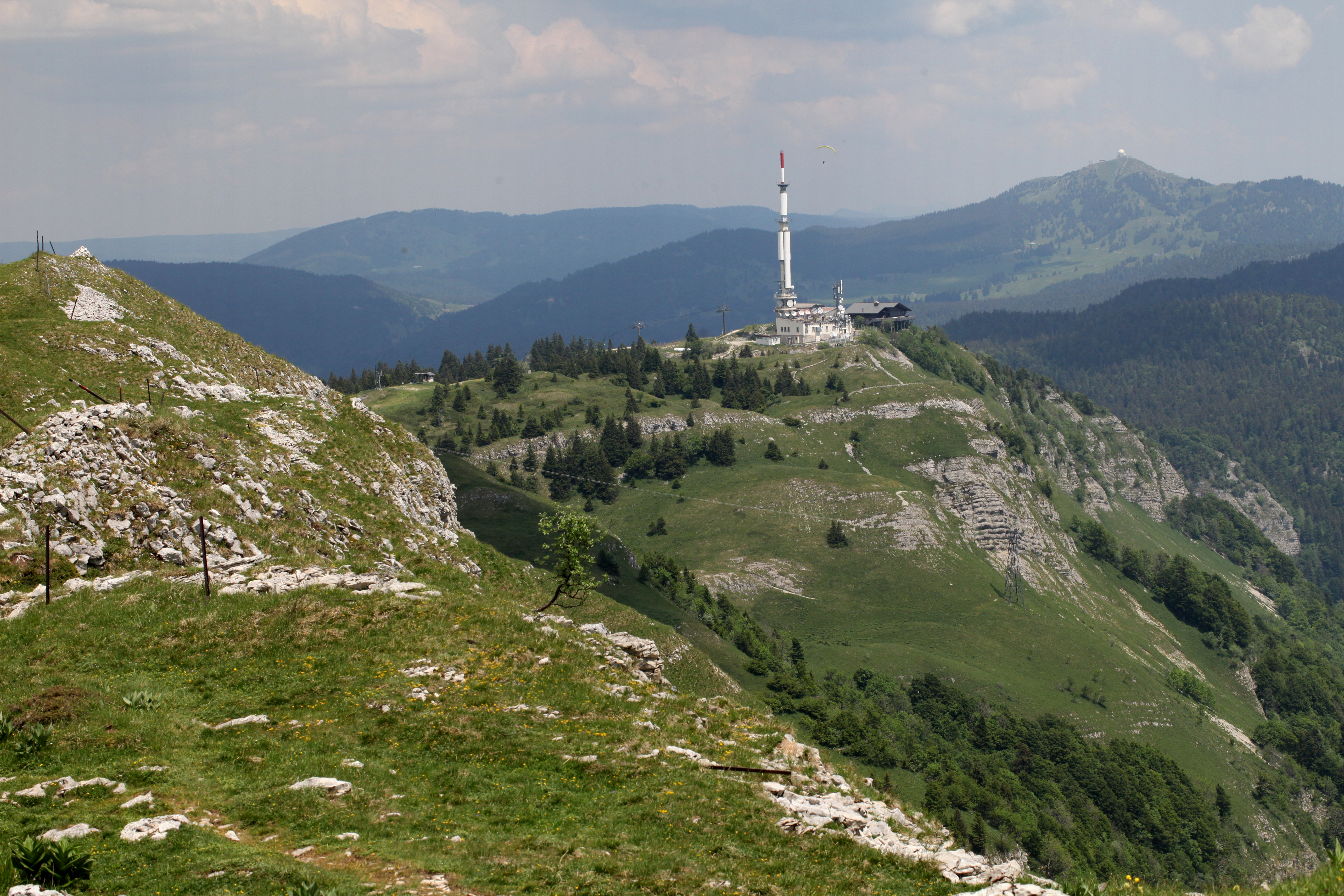
Vue générale du Petit Mont Rond
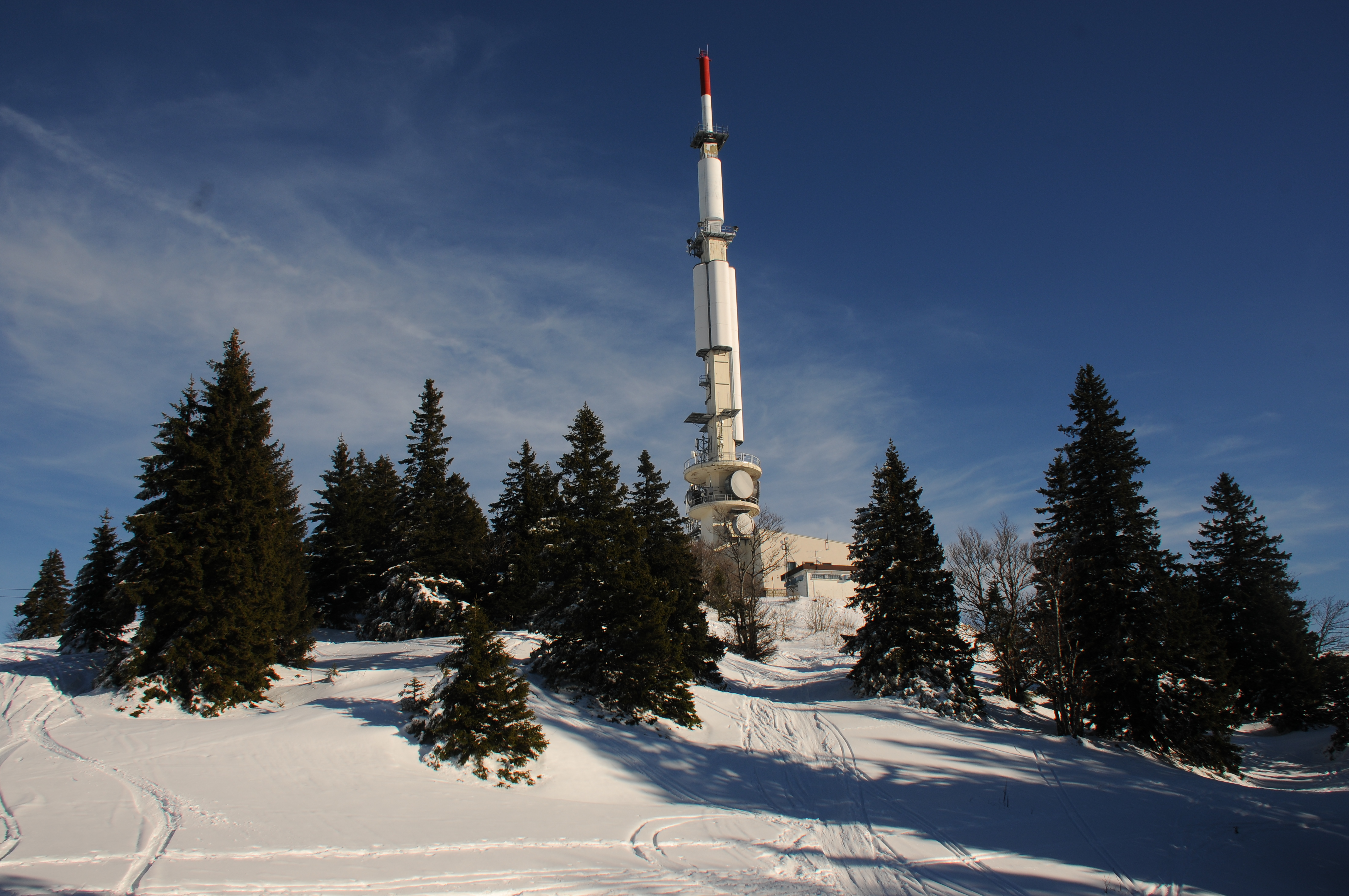
L'émetteur en hiver
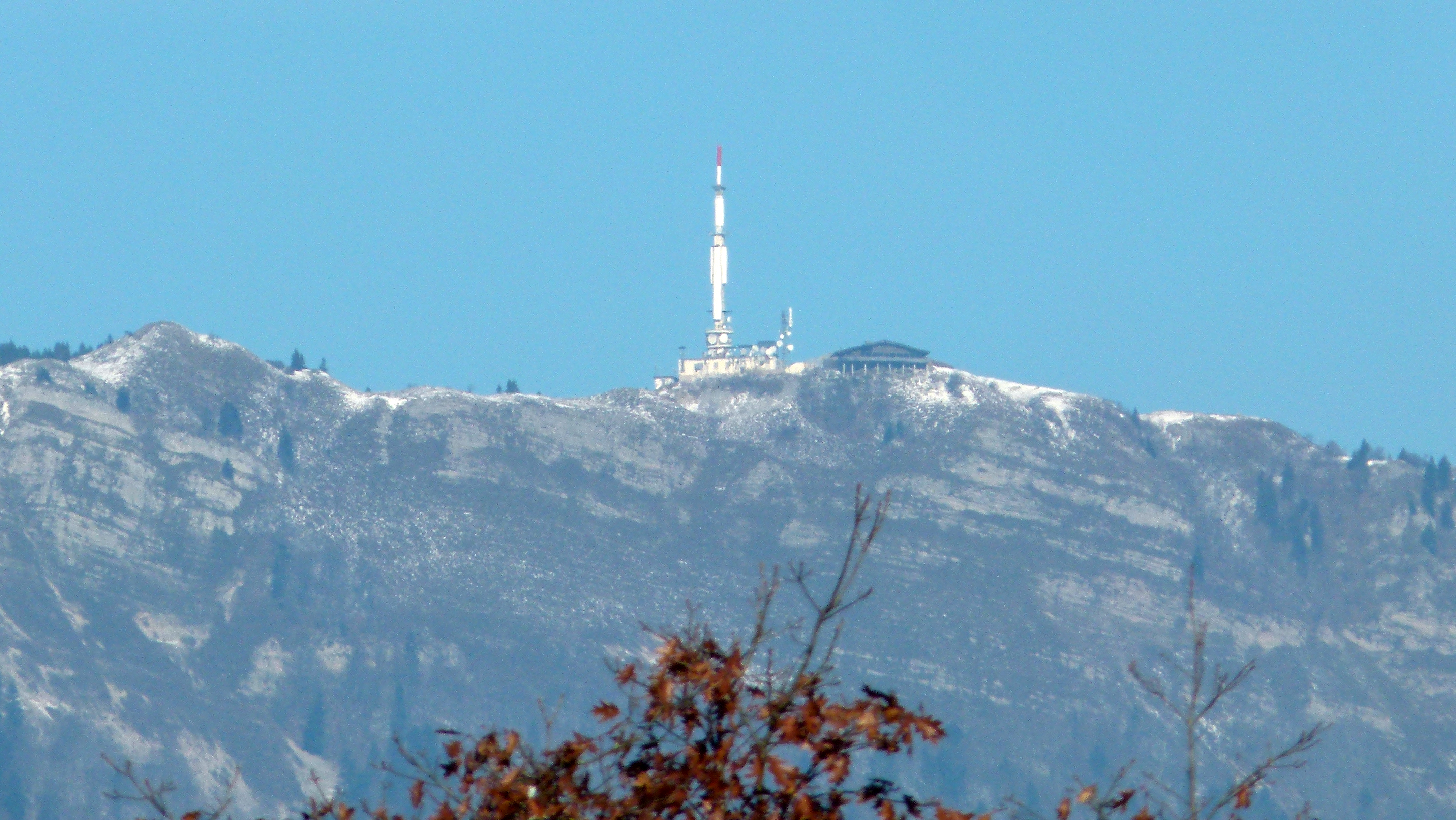
L'émetteur depuis la vallée